# Marvel Television
Marvel Television ist das US-amerikanische Fernsehproduktionsstudio von Marvel Entertainment mit Sitz in Burbank. Es werden sowohl animierte Fernsehserien wie auch Realfilme produziert. Die Realserien spielen bis auf Legion und The Gifted alle im Marvel Cinematic Universe, während die Animationsserien nicht Teil dieses Universums sind. Zum Ende des Jahres 2019 wurde der Betrieb eingestellt und noch offene Projekte von den Marvel Studios übernommen.

## Geschichte
Am 28. Juni 2010 gab Marvel Entertainment die Gründung eines eigenen Fernsehproduktionsstudios, Marvel Television, bekannt.
Im Juli 2012 wurde berichtet, dass man eine Serie, die im Marvel Cinematic Universe spielt, anstrebte. Eine Pilotfolge wurde am 28. August 2012 von ABC bestellt. Diese Folge wurde unter anderem von Joss Whedon geschrieben, welcher bereits beim Film Marvel’s The Avengers Regie geführt hatte. Im September 2013 wurde basierend auf dem One-Shot Agent Carter die Serie Marvel’s Agent Carter entwickelt. Die Serie wurde im Mai 2014 bestellt und wurde ab dem 6. Januar 2015 ausgestrahlt.
Im November 2013 wurde angekündigt, dass in einer Zusammenarbeit von Marvel und Disney vier Serien entwickelt werden, welche über Netflix verteilt werden. Die Serien basieren auf den Figuren Daredevil, Jessica Jones, Luke Cage und Iron Fist. Im April 2016 wurde die Serie Marvel’s The Punisher als Spin-off von Daredevil von Netflix bestellt. Im März 2017 lief Marvel’s Iron Fist an.
Im Dezember 2019 wurde vermeldet, dass der Betrieb von Marvel Television mit dem Abtritt von Jeph Loeb eingestellt wird. Geplante Projekte wurden allesamt verworfen, während sich bereits in Produktion befindende Serien, darunter die letzte Staffel von Marvel’s Agents of S.H.I.E.L.D. und Marvel’s Helstrom, von den Marvel Studios übernommen werden sollen. Im Zuge dessen werden einige Mitarbeiter von den Marvel Studios übernommen, während viel Personal, darunter fast die gesamte Führungsetage von Marvel Television, entlassen wird.

## Produktionen (Auswahl)
- 2013–2020: Marvel’s Agents of S.H.I.E.L.D.
- 2015–2016: Marvel’s Agent Carter
- 2015–2018: Marvel’s Daredevil
- 2015–2019: Marvel’s Jessica Jones
- 2016–2018: Marvel’s Luke Cage
- 2016: Marvel’s Agents of S.H.I.E.L.D.: Slingshot
- 2017: Marvel’s The Defenders
- 2017: Marvel’s Inhumans
- 2017–2019:  Legion
- 2017–2018: Marvel’s Iron Fist
- 2017–2019: The Gifted
- 2017–2019: Marvel’s The Punisher
- 2017–2019: Marvel’s Runaways
- 2018–2019: Marvel’s Cloak & Dagger